# بي. بي شارما
بي. بي شارما (بالإنجليزية: B. P. Sharma)‏ هو صحفي ومؤلف هندي، ولد في عقد 1900، وتوفي في 2005.